# Pelle Karlsson
Pelle Olof Nils Karlsson, oprindeligt Per-Olof Nils Carlsson, født 24. juli 1950 i Göteborg, er en svensk kristen sanger, musiker, komponist, bandleder, pladeproducent, prædikant og forfatter inden for pinsebevægelsen.

## Biografi
Karlsson har spredt sin tro på Gud gennem sin musik. Karlsson lavede en svensk optagelse med svenske tekster til melodien (Vad gränslös kärlek). Hans første EP blev indspillet i 1961 på Hemmets Härold med blandt andet denne sang. Karlsson dannede en trio i 1963 og udgav EP'en På Jerikos Väg i 1964. Karlsson spillede sologuitar og sang, Dan Ekström sang og spillede harmonika og Tore Käll sang og spillede akkompagnementsguitar. I 1967 kom den første LP nu med gruppen Västkustteamet, som var blevet udvidet med trommeslager Anders Kjellberg og sangere Christina Axell og Christina Sonesson.
I 1969 blev bandet New Creation dannet, som bestod af Pelle Karlsson på sang og sologuitar, Lennart Sjöholm, vokal, hammond og klaver, Dan Ekström, el-bas, og Anders "Putte" Kjellberg, trommer. Bandet lavede flere plader, herunder en på engelsk, der var beregnet til lancering i USA før en turné der.
I 1971–1973 rejste Pelle Karlsson & New Creation sammen med sangeren Jan Sparring i de svenske folkeparker.
I 1970 rejste bandet til Israel og indspillede et album med autentiske lyde mellem sporene (Jerusalem).
Med sangen "Han Är Min Sång Och Min Glädje" i 1973 nåede han de brede masser af folket. I USA blev dette meget værdsat, og han blev blandt andet inviteret til et morgenmadsmøde med præsident Ronald Reagan.
Han giftede sig med sanger Evie Tornquist i 1979. I 1980 flyttede de til Californien, USA, og siden 1983 bor de i Naples, Florida. Evie er et ret etableret navn som sanger i USA, mens Pelle Karlsson nu beskæftiger sig med evangelisering og forretning.

## Diskografi

### Album
- 1970 - Du Är Hos Mig
- 1973 - Han Är Min Sång Och Min Glädje
- 1977 - När Du Vänder Hem
- 1979 - Öppnade Ögon (med Evie Tornquist-Karlsson)
- 1980 - Teach Us Your Way: Together In Prayer And Worship (med Evie Tornquist-Karlsson)
- 1983 - Restoration (med Evie Tornquist-Karlsson)
- 2012 - We Pray For The World (med Evie Tornquist-Karlsson)

### Singler
- 1961 - Sjunger Och Spelar
- 1964 - På Jerikos Väg (med Dan Ekström og Tore Kjäll)
- 1965 - Han Ger Väckelsens Eld Såsom Förr (med Lennart Eriksson)
- 1968 - Jesus Ser (med Dan Ekström)
- 1968 - Så Älskar Gud (med Dan Ekström)